# Вейсенштейнский уезд
Вейсенштейнский (Ервенский) уезд — административная единица в составе Эстляндской губернии Российской империи, существовавшая в 1745 — 1920 годах. Центр — город Вейссенштейн.

## География
Вейсенштейнский уезд располагался в южной части Эстляндской губернии и занимал 2522,9 кв. вёрст. 

## История

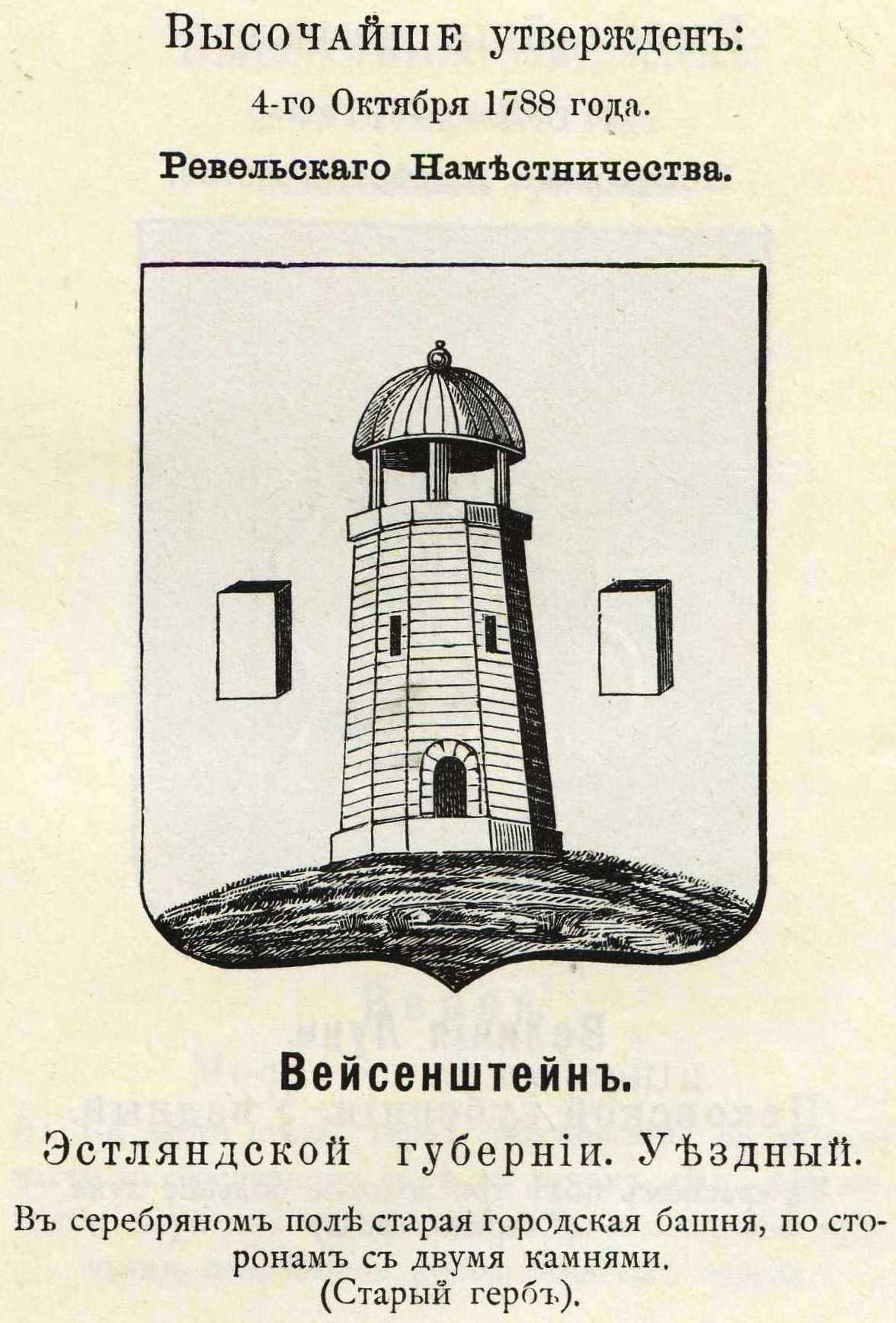
Герб уездного города Вейсенштейн

В 1745 году в составе Ревельской губернии был образован Ервенский дистрикт. В 1783 году Ревельская губерния преобразована в Ревельское наместничество, а Ервенский дистрикт — Ервенский крейс. В 1796 году в результате реформы Ревельская губерния переименована в Эстляндскую, а Ервенский крейс преобразован в Вейсенштейнский уезд.
В 1920 году уезд был упразднён, его территория вошла в состав Эстонской Республики.

## Население
По переписи 1897 года население уезда составляло 52 673 человек (в т. ч. в Вейссенштейне — 2507 жителей), из них:
- эстонцев — 50 971 человек (24 892 мужчин, 26 079 женщин),
- немцев — 1155 человек (510 мужчин, 645 женщин).

## Административное деление
В 1913 году в уезде было 20 волостей: 
| - Алленкюль — имение Ойло, - Альп — приход Церкви Матей, - Ампель — с. Ампель, - Вахаст — д. Вахаст, - Вейнгераенн — с. Мариенмагдаленен, - Вехмут — д. Кардина, - Вец — д. Вец, - Канно — д. Пухмо, - Кирна — д. Вирнка, - Койк — д. Сигамуст, | - Корис — д. Вайнга, - Левениельде — ст. Ракке, - Лехте — д. Лехте, - Мексхоф — д. Похик, - Немкюль — д. Рейневере, - Нойстфер — д. Покто, - Оррисаар — д. Сурре-Карфеда, - Суррефер — имение Суррефер, - Уддева — д. Абия, - Юргенсберг — д. Карипу |